# 食猿鵰
食猿鵰（學名：Pithecophaga jefferyi），也稱作食猴鵰（Monkey-eating Eagle）、菲律賓鵰（Philippine Eagle），是菲律賓的國鳥，目前僅存不到500對，主要集中到棉蘭老島的雨林中。是世界上體型最大、數量最稀少的鵰類之一，屬於大型鵰類，被人們讚為世界上“最高貴的飛翔者”，有“鵰中之虎”的美譽。食猿鵰體態强健，相貌凶狠，體長1公尺，重達9公斤，兩翅展開可約2公尺。

## 生態
捕殺森林中的猴子、犀鳥、鼯鼠、蛇、靈貓等，其巢是由樹棍和細枝構成的大型巢，位於粗枝的分叉處，主要在高於四周的樹木上築巢。
食猿鵰與中南北美洲的角鵰習性極為相似，相較於幾乎冠於所有大型猛禽的驚人體長及體重，食猿鵰的翼展顯得較短，適於在森林中穿梭捕獵，而較不利於高空盤旋翱翔。